# قطعنامه ۳۴۵ شورای امنیت
قطعنامه  ۳۴۵ شورای امنیت سازمان ملل متحد که در تاریخ ۱۷ ژانویه ۱۹۷۴ تصویب شد، سندی بین‌المللی دربارهٔ زبان چینی در شورای امنیت است. این قطعنامه طی نشست ۱٬۷۶۱ام    تصویب شد.